# Orosz rulett
Az orosz rulett egy szerencsejáték, amelynek lényege, hogy egy hatlövetű forgótáras pisztolyba egyetlen töltényt tesz az ember, megforgatja a tárat, fejéhez emeli a fegyvert és lő egyet. Ha a töltény a megfelelő pozícióba kerül, a játék halált is okozhat (arra, hogy a töltény elhagyja a tárat, az esély 1 a 6-hoz). A névben az orosz szó a játék származási helyére utal, a rulett szó pedig a kockázat vállalására és a fegyveren található tár forgására utal.
A játék pontos kialakulása ismeretlen, több elmélet létezik. Egyik elmélet szerint az orosz rulett a 19. századi börtönökben alakult ki, mikor a börtönőrök a rabokat játékra kényszerítették. A második elmélet szerint egy trükkről van szó, a harmadik elmélet pedig az 1877/1878-as orosz–török háborút tartja a játék kialakulása dátumának.